# Vlag van Leudal

Vlag van de gemeente Leudal

De vlag van Leudal is op 29 januari 2009 door de gemeenteraad van de Limburgse gemeente Leudal vastgesteld; tegelijkertijd werden het gemeentewapen en de ambtsketen gepresenteerd. Zowel het wapen als de vlag zijn ontworpen door René Vroomen van de commissie Heraldiek van het Limburgs Genootschap voor Oudheidkunde en Geschiedenis (LGOG). De vlag kan als volgt worden beschreven:
Rechthoekig met een hoogte-lengteverhouding van 2 : 3, met in geel drie rode hoorns; op 1/8 van de lengte van de vlag een blauwe paal met een breedte van 2/8 van de breedte van de vlag. 
De drie hoorns zijn afkomstig van het wapen van het Huis Horne, als verwijzing naar het historische graafschap Horne. De verwijzing naar het Abdijvorstendom Thorn wordt in het wapen weergegeven in het schildhoofd; op de vlag door het gele en blauwe vlak aan de broeking. Deze symbolen symboliseren de historische wereldlijke en geestelijke macht in de gemeente. Ook verbeeldt de blauwe baan de Leubeek, naamgever van de nieuwe gemeente en verbindend geografisch kenmerk.

## Verwant symbool

Het wapen van Leudal

Beek 
· Beekdaelen 
· Beesel 
· Bergen 
· Brunssum 
· Echt-Susteren 
· Eijsden-Margraten 
· Gennep 
· Gulpen-Wittem 
· Heerlen 
· Horst aan de Maas 
· Kerkrade 
· Landgraaf 
· Leudal 
· Maasgouw 
· Maastricht 
· Meerssen 
· Mook en Middelaar 
· Nederweert 
· Peel en Maas 
· Roerdalen 
· Roermond 
· Simpelveld 
· Sittard-Geleen 
· Stein 
· Vaals 
· Valkenburg aan de Geul 
· Venlo 
· Venray 
· Voerendaal 
· Weert